# Справа заводу «Краян»
Справа заводу ВАТ ХК «Краян» — кримінальне провадження за фактами заволодіння коштами міського бюджету Одеси під час придбання будівель ВАТ ХК «Краян».
У вересні 2016 року Одеська міськрада придбала будівлю, яка раніше входила до цілісного майнового комплексу ДП "Завод «Краян» за 185 млн грн у приватної структури, яка на початку 2016 року сама придбала цей комплекс на аукціоні, організованим ліквідатором держпідприємства за 11,5 млн грн. Отримані від міської влади кошти фірма-продавець спробувала перерахувати компанії з ознаками фіктивності. Проте правоохоронці запобігли цій спробі легалізації й домоглися накладення арешту на рахунки приватної компанії-продавця будівлі. З того часу постійно вчинялися спроби зняття арешту з рахунків, в тому числі шляхом раптової зміни ціни договору у січні 2018 року. За версією слідства, службові особи органу місцевого самоврядування за попередньою змовою із представниками комерційного сектору заволоділи чужим майном в особливо великих розмірах. Досудовим розслідуванням встановлено, що 16 грудня 2016 року, групою осіб, до складу якої входили вищі посадові особи органів місцевого самоврядування міста Одеси та невстановлені особи, реалізовано злочинний план направлений на заволодіння коштами Одеського міського бюджету, шляхом продажу Одеській міській раді адміністративних будівель за завідомо для всіх учасників злочину, завищеною ціною.

## Ключові події
2 листопада 2016 року — кримінальне провадження зареєстроване в Єдиному реєстрі досудових розслідувань на підставі звернень групи народних депутатів.
14 лютого 2018 року — в аеропорту Бориспіль детективи НАБУ та прокурори САП відповідно до ст. 208 КПК України затримали Одеського міського голову та його заступника.
21 - 23 лютого 2018 року — з метою забезпечення виконання додаткової міри покарання у виді конфіскації майна накладено арешт на 1 будинок, 5 квартир, 1 офісне приміщення (загальною вартістю близько 12 млн грн), 3 земельні ділянки (на суму близько 3,5 млн грн), 3 автомобілі (на суму близько 3 млн грн), корпоративні права та цінні папери (номінальною вартістю близько 11 млн грн).
28 вересня – 3 жовтня 2018 року — підозрюваним вручено обвинувальний акт.
8 жовтня 2018 року САП направила до суду обвинувальний акт у кримінальному провадженні стосовно Труханова та інших чиновників Одеської міської ради за фактом заволодіння коштами міського бюджету під час купівлі нерухомості.
У вчиненні злочину, передбаченого ч.5 ст.191 Кримінального кодексу України («Заволодіння чужим майном шляхом зловживання службовою особою своїм службовим становищем в особливо великих розмірах вчинене за попередньою змовою групою осіб») підозрюються: Одеський міський голова та низка посадових осіб Одеської міськради, а також директор приватної компанії-продавця будівлі, представник компанії продавця будівлі та оцінник майна.
На лаві підсудних зокрема опинилися мер Одеси Геннадій Труханов та його заступник Павло Вугельман, очільник постійної комісії з питань комунальної власності Одеської міськради Василь Шкрябай, директор компанії "Девелопмент Еліт" Петро Загодіренко та оцінювачка будівлі Галина Богданова.
За даними слідства, екснародний депутат Олександр Дубовой є організатором схеми. Крім нього, про підозру повідомили депутату Одеської обласної ради Олегу Бабенку, ексдепутату Кілійської районної ради Одеської області Анатолію Коломійцю та помічниці Труханова Альоні Поповій. Пізніше її оголосили у розшук, а суд заочно взяв підозрювану під варту. 14 лютого 2020 Альону Попову об'явили в міжнародний розшук. 
За версією слідства, Попова у період з 12 грудня 2012-го до травня 2014 року на громадських засадах виконувала функції помічника народного депутата України 7-го скликання Геннадія Труханова, одночасно Попова перебувала у числі довірених осіб невстановленої особи та контролювала “чорну касу”. Також вона координувала дії між учасниками злочину, давала вказівки та поради щодо підготовки документів. Слідчі стверджують, що інші учасники злочину були обізнані про участь Попової та відведену їй роль посібника. Її вказівки та поради підлягали безумовному виконанню. Саме Попова координувала дії директора департаменту комунальної власності Одеської міської ради Олексія Спектора та директора фіктивної фірми ТОВ “Девелопмент Еліт” Петра Загодиренка. Крім того, Попова склала і надала Спектору дані про заплановані дії щодо проведення викупу приміщень і наказала підготувати документи про доцільність купівлі заводу, тобто для того, щоб ввести депутатів на сесії в оману завдяки неправдивій інформації.
У липні 2020 року Малиновський районний суд виправдав всіх фігурантів цієї справи. Тоді судді вирішили, що змови та злочинного умислу при купівлі "Краяну" між ними не було.
11 лютого 2021 року, Апеляційна палата ВАКС скасувала виправдувальний вирок міському голові Одеси Геннадію Труханову та решті обвинувачених. З весни 2021 року справу розглядає Вищий антикорупційний суд України. 
ВАКСне може розпочати розгляд справи із 2021 року, відколи скасували виправдальний вирок Труханову. За даними Центру протидії корупції, з того часу суд призначив близько 35 судових засідань, проте провести не змогли навіть підготовче.
У червні 2021 Апеляційна палата ВАКС закрила справу проти оцінювачки вартості будівель заводу "Краян" Галини Богданової у зв’язку зі смертю обвинуваченої.
25 квітня 2023 року колегія суддів призначила Труханову заставу в 30,9 млн грн та зобов'язала його носити електронний браслет.
4 травня 2023 року ВАКС задовольнив клопотання САП про зміну запобіжного заходу, Труханов не вніс 30,9 млн грн застави, після чого прокурор вимагав змінити запобіжний захід із застави на тримання під вартою із можливою заставою. Труханову призначили тримання під вартою на 60 днів із 13,4 млн грн застави. У засіданні були люди, які висловили бажання поручитись за Труханова, зокрема і мер Києва Віталій Кличко та нардеп Антон Кіссе. Проте суд таки постановив взяти мера Одеси під варту просто в залі. Наступного дня за нього було внесено заставу. Про внесення застави заявив депутат фракції «Довіряй ділам» Дмитро Танцюра.
19 липня 2023 року, згідно повідомлення пресслужби САП, відносно Труханова запобіжний захід з носіння електронного браслета припинив свою дію, адже суд не розглянув клопотання САП у відповідні строки.
21 вересня 2023 року Вищий антикорупційний суд України завершив підготовче засідання у цій справі, яке тривало 2,5 роки, і перейшов до розгляду справи по суті.
10 січня 2024 року у Вищому антикорупційному суді відбулось засідання у справі Одеського «Краяну» за обвинуваченням Одеського міського голови та інших осіб. У судовому засіданні прокурор САП оголосила короткий виклад обвинувального акту. Наступне засідання, на якому заплановано виступи сторін зі вступними промовами, призначено на 17.01.2024.

## Ключові особи

### Геннадій Труханов
Обвинувачений. За даними слідчих НАБУ, в період з липня до грудня 2016 року міський голова Одеси Геннадій Труханов разом із іншими посадовими особами мерії та приватної компанії заволодів коштами місцевого бюджету Одеси в сумі 185 мільйонів гривень під виглядом придбання будівлі збанкрутілого заводу «Краян» за свідомо завищеною вартістю. Труханов свою вину заперечує. Геннадій Труханов вважає, що справа заводу «Краян», у якій самого Труханова підозрюють у корупції, розвалиться в суді. Труханов вважає справу заводу «Краян» політично вмотивованою, назвавши серед зацікавлених осіб колишнього очільника Одеської області Міхеїла Саакашвілі.

### Павло Вугельман
Обвинуваченим по цій справі є заступник міського голови Одеси Павло Вугельман. 

### Олег Бабенко
Підозрюваний. Екс-депутата Одеської обласної ради Олега Бабенка підозрюють у привласненні, розтраті майна шляхом зловживання службовим становищем, та відмиванні грошових коштів, здобутих злочинним шляхом. 5 березня 2020, слідча суддя Вищого антикорупційного суду застосувала до депутата Одеської обласної ради запобіжний захід у вигляді цілодобового домашнього арешту.

### Олександр Дубовой
Підозрюваний. За даними слідства, екснародний депутат Олександр Дубовой є організатором схеми. Суд призначив йому заставу в розмірі 15 млн грн, а також зобов'язав його нe спілкуватися зі свідками і здати паспорти. 5 лютого за Олександра Дубового внесли майже 16 мільйонів гривень застави.

### Анатолій Коломієць
Підозрюваний. Колишньому депутату Кілійської районної ради Одеської області Анатолію Коломійцю Вищий антикорупційний суд за проханням антикорупційного прокурора у зв'язку з відсутністю захисника 23 червня 2022 призначив безоплатного захисника Обвинувачений Коломієць зазначив, що не зміг знайти нового захисника через виїзд багатьох людей за кордон та складність цієї справи. 

### Альона Попова
Підозрювана. Колишню помічницю міського голови Одеси Геннадія Труханова Альону Попову Спеціалізована антикорупційна прокуратура обвинувачує у причетності до справи про заволодіння коштами бюджету Одеси на купівлі будівлі збанкрутілого заводу «Краян»., пізніше її оголосили у розшук, а суд заочно взяв підозрювану під варту. 14 лютого 2020 Альону Попову об'явили в міжнародний розшук.